# US Campus Invasion Tour 2005
A The US Campus Invasion Tour 2005 foi uma pequena turnê da banda inglesa de rock alternativo Muse para aumentar sua base de fãs nos Estados Unidos. A turnê começou em 8 de abril de 2005 em Boca Raton e terminou em 7 de maio do mesmo ano em Austin e teve como banda de abertura o grupo Razorlight. Durante esta série de concertos, a banda tocou em várias arenas (algumas sendo as maiores que o Muse já tocou dentro dos Estados Unidos até esta época) com preços muito baixos para atrair mais fãs para os shows. Os concertos tiveram setlists menores do que as tocadas durante a Absolution Tour, com 13 ou às vezes 15 canções por show.
Esta turnê foi muito importante para aumentar a popularidade e a reputação do Muse na América do Norte antes do lançamento do álbum Black Holes & Revelations, que se tornaria o maior sucesso comercial da banda nos Estados Unidos até então. Duas canções de Black Holes and Revelations, "Assassin" e "Exo-Politics", foram tocadas durante esses shows, antes do lançamento do álbum. Outras duas canções, "Glorious" e "Crying Shame", que estrearam durante a Absolution Tour também foram tocadas e mais tarde seriam lançadas como B-Sides.

## Tour dates
| Número                 | Data                | Cidade                 | País           | Local                         | Banda de apoio |
| ---------------------- | ------------------- | ---------------------- | -------------- | ----------------------------- | -------------- |
| América do Norte [ 1 ] |                     |                        |                |                               |                |
| 1                      | 8 de abril de 2005  | Boca Raton             | Estados Unidos | FAU Arena                     | Razorlight     |
| 2                      | 9 de abril de 2005  | Jacksonville           | Estados Unidos | Plush                         | Razorlight     |
| 3                      | 10 de abril de 2005 | Atlanta                | Estados Unidos | Tabernacle                    | Razorlight     |
| 4                      | 12 de abril de 2005 | Charlotte              | Estados Unidos | Dale F. Halton Arena          | Razorlight     |
| 5                      | 13 de abril de 2005 | Raleigh                | Estados Unidos | Disco Rodeo                   | Razorlight     |
| 6                      | 15 de abril de 2005 | Filadélfia             | Estados Unidos | Liacouras Center              | Razorlight     |
| 7                      | 16 de abril de 2005 | College Park           | Estados Unidos | Cole Field House              | Razorlight     |
| 8                      | 17 de abril de 2005 | Providence             | Estados Unidos | Peterson Fieldhouse           | Razorlight     |
| 9                      | 19 de abril de 2005 | Storrs                 | Estados Unidos | Jorgensen Auditorium          | Razorlight     |
| 10                     | 20 de abril de 2005 | Amherst                | Estados Unidos | Curry Hicks Cage              | Razorlight     |
| 11                     | 21 de abril de 2005 | Buffalo                | Estados Unidos | Sphere Entertainment Complex  | Razorlight     |
| 12                     | 23 de abril de 2005 | East Lansing, Michigan | Estados Unidos | Breslin Student Events Center | Razorlight     |
| 13                     | 24 de abril de 2005 | Muncie                 | Estados Unidos | Emens Auditorium              | Razorlight     |
| 14                     | 26 de abril de 2005 | St. Louis              | Estados Unidos | The Pageant                   | Razorlight     |
| 15                     | 27 de abril de 2005 | Columbus, Ohio         | Estados Unidos | PromoWest Pavilion            | Razorlight     |
| 16                     | 28 de abril de 2005 | Kent                   | Estados Unidos | Manchester Field              | Razorlight     |
| 17                     | 30 de abril de 2005 | Louisville             | Estados Unidos | Jillian's                     | Circa Survive  |
| 18                     | 1 de maio de 2005   | Kansas City            | Estados Unidos | Uptown Theater                | Razorlight     |
| 19                     | 3 de maio de 2005   | San Antonio            | Estados Unidos | Sunset Station                | Razorlight     |
| 20                     | 4 de maio de 2005   | Dallas                 | Estados Unidos | Gypsy Ballroom                | Razorlight     |
| 21                     | 5 de maio de 2005   | Houston                | Estados Unidos | Cullum Auditorium             | Razorlight     |
| 22                     | 7 de maio de 2005   | Austin                 | Estados Unidos | Music Hall                    | Razorlight     |

## Pessoal
- Matthew Bellamy – vocal, guitarras, piano
- Christopher Wolstenholme – baixo, voz secundária
- Dominic Howard – bateria